# Namorik
Namorik is een koraalatol van twee eilanden in de Grote Oceaan en vormt een wetgevend district van de eilandenketen Ralik van de Marshalleilanden. De totale landoppervlakte bedraagt slechts 2,8 vierkante kilometer, maar het omsluit een lagune met een oppervlakte van 8,4 vierkante kilometer. Bij de volkstelling van 2021 telde het atol 299 inwoners.
Namorik ligt ongeveer 145 kilometer westzuidwesten van Jaluit en 117 kilometer ten noordwesten van het atol Ebon. Het atol bestaat uit twee grote beboste eilandjes. Het grotere (ook Namorik genoemd) wikkelt zich rond de centrale lagune van het zuidwesten naar het noordoosten, terwijl het kleinere eiland de noordwestelijke hoek van de lagune afsluit. Tussen hen in op het rif bevindt zich een koraaleilandje, met talloze zwarte rotsblokken. De zeer ondiepe lagune is door het opdrogende koraalrif van de zee afgesloten. Boten kunnen bij hoog water aan de westkant van het atol met moeite het rif oversteken.
Het atol ligt in de mariene ecoregio Marshalleilanden.